# Obiekty sakralne w Zabrzu
Obiekty sakralne w Zabrzu – lista obiektów sakralnych w Zabrzu.

## Kościoły rzymskokatolickie
| Nr  | Nazwa                                                         | Adres                        |
| 1.  | Kościół św. Andrzeja Apostoła w Zabrzu                        | ul. Wolności 196             |
| 2.  | Kościół św. Anny w Zabrzu                                     | ul. 3 Maja 18                |
| 3.  | Kościół św. Antoniego w Zabrzu                                | ul. Rymera 16                |
| 4.  | Kościół Bożego Ciała w Zabrzu                                 | ul. Olsztyńska 5             |
| 5.  | Kościół Ducha Świętego w Zabrzu                               | ul. Tomeczka 1               |
| 6.  | Kościół św. Franciszka w Zabrzu                               | ul. Wolności 446             |
| 7.  | Kościół św. Jadwigi w Zabrzu                                  | ul. Wolności 504             |
| 8.  | Kościół św. Jana Chrzciciela w Zabrzu                         | ul. Bytomska 37              |
| 9.  | Kościół św. Jana i Pawła Męczenników w Zabrzu                 | ul. Szymały 3                |
| 10. | Kościół św. Józefa w Zabrzu                                   | ul. Roosevelta 104           |
| 11. | Kościół św. Kamila w Zabrzu                                   | ul. Dubiela 10               |
| 12. | Kościół Krzyża Świętego w Zabrzu                              | ul. Jaskółcza 37             |
| 13. | Kościół św. Macieja Apostoła w Zabrzu                         | ul. Kondratowicza 15a        |
| 14. | Kościół Matki Boskiej Różańcowej w Zabrzu                     | ul. Szczecińska 27           |
| 15. | Kościół Najświętszego Serca Pana Jezusa w Zabrzu              | ul. kard. S. Wyszyńskiego 14 |
| 16. | Kościół Najświętszej Maryi Panny Matki Kościoła w Zabrzu      | ul. Jordana 84               |
| 17. | Kościół Niepokalanego Serca Najświętszej Maryi Panny w Zabrzu | ul. Franciszkańska 1         |
| 18. | Kościół św. Pawła Apostoła w Zabrzu                           | ul. gen. Sikorskiego 67b     |
| 19. | Kościół św. Teresy od Dzieciątka Jezus w Zabrzu               | ul. św. Teresy 2             |
| 20. | Kościół św. Wawrzyńca w Zabrzu                                | ul. Mariacka 1               |
| 21. | Kościół Wniebowzięcia Najświętszej Maryi Panny w Zabrzu       | ul. Bytomska 111A            |
| 22. | Kościół św. Wojciecha w Zabrzu                                | ul. Heweliusza 4             |

## Kościoły protestanckie

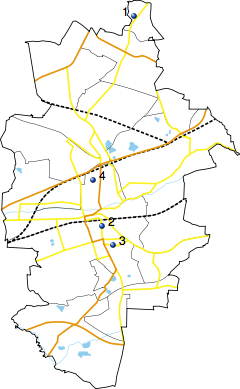
Kościoły protestanckie w Zabrzu

| Nr | Nazwa                                                      | Adres                  |
| 1. | Kościół Adwentystów Dnia Siódmego                          | ul. Wawrzyńskiej 1c/2  |
| 2. | Kościół Pokoju                                             | ul. Klimasa 3          |
| 3. | Zbór Chrześcijańskiej Wspólnoty Zielonoświątkowej w Zabrzu | ul. Sienkiewicza 30    |
| 4. | Zbór Kościoła Chrześcijan Baptystów w Zabrzu               | ul. Zygmunta Augusta 5 |

## Świadkowie Jehowy
| Obiekt         | Zbory                                                                       | Adres                   |
| -------------- | --------------------------------------------------------------------------- | ----------------------- |
| Sala Królestwa | Zabrze-Guido, Zabrze-Południe, Zabrze-Śródmieście, Zabrze-Zachód            | ul. Rymera Józefa 38/40 |
| Sala Królestwa | Zabrze-Helenka, Zabrze-Mikulczyce, Zabrze-Rokitnica, Zabrze-Północ          | ul. Żniwiarzy 2B        |
| Sala Królestwa | Ruda Śląska-Południowa, Ruda Śląska-Północ, Zabrze-Biskupice, Zabrze-Wschód | ul. Jana Pyki 3A        |

## Galeria

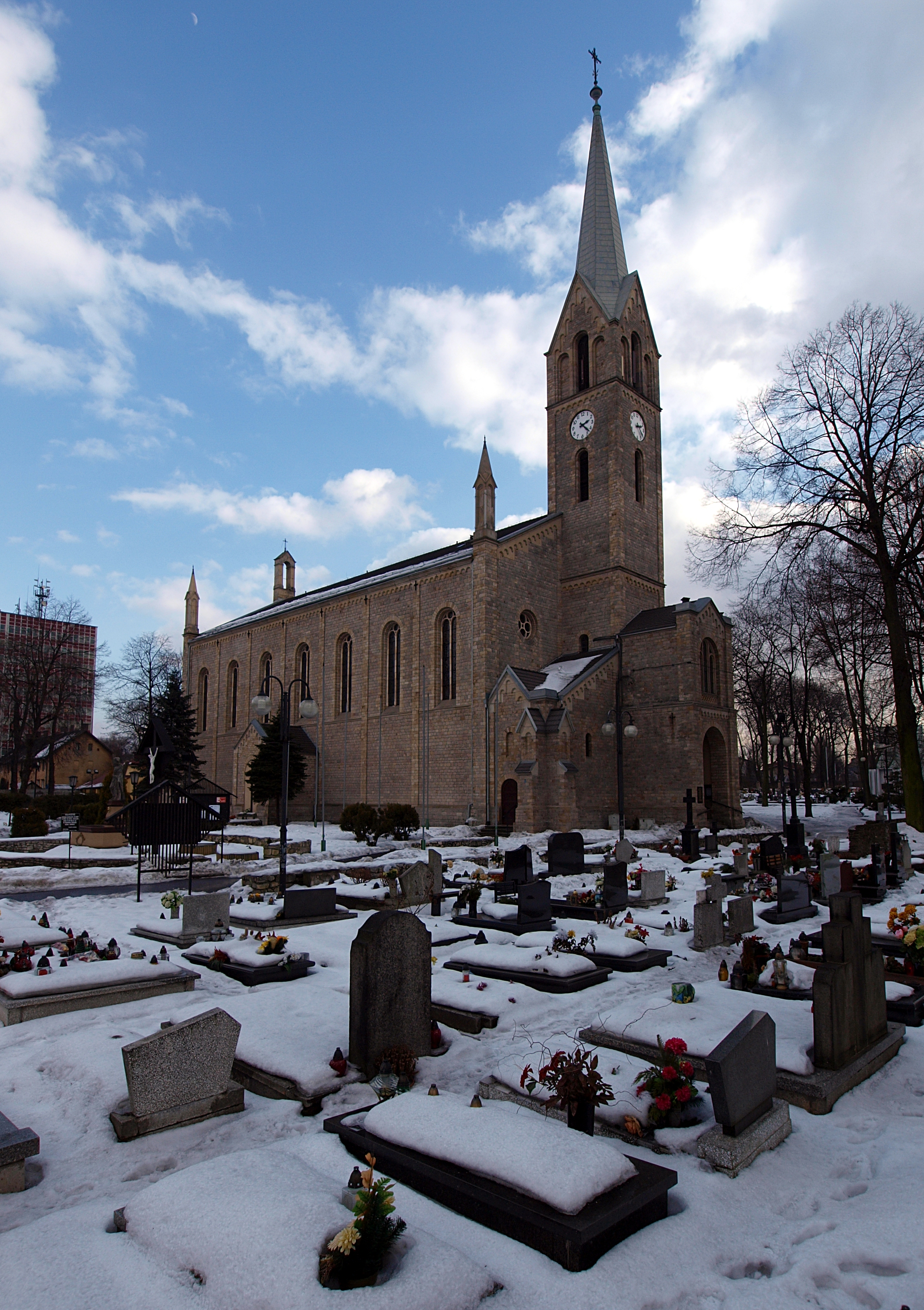
Kościół św. Andrzeja Apostoła
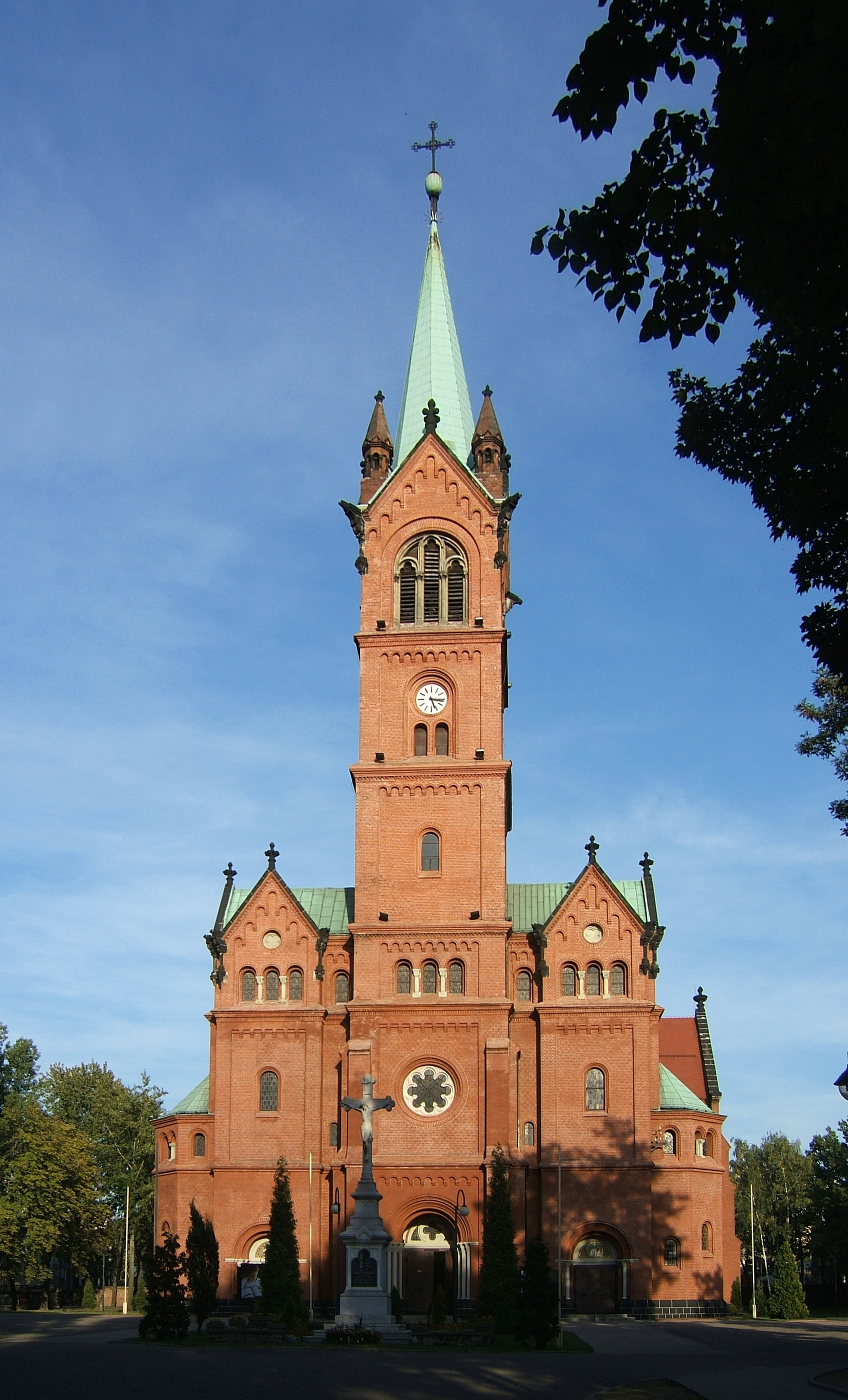
Kościół św. Anny
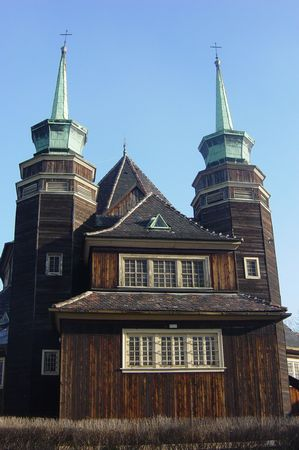
Kościół św. Jadwigi
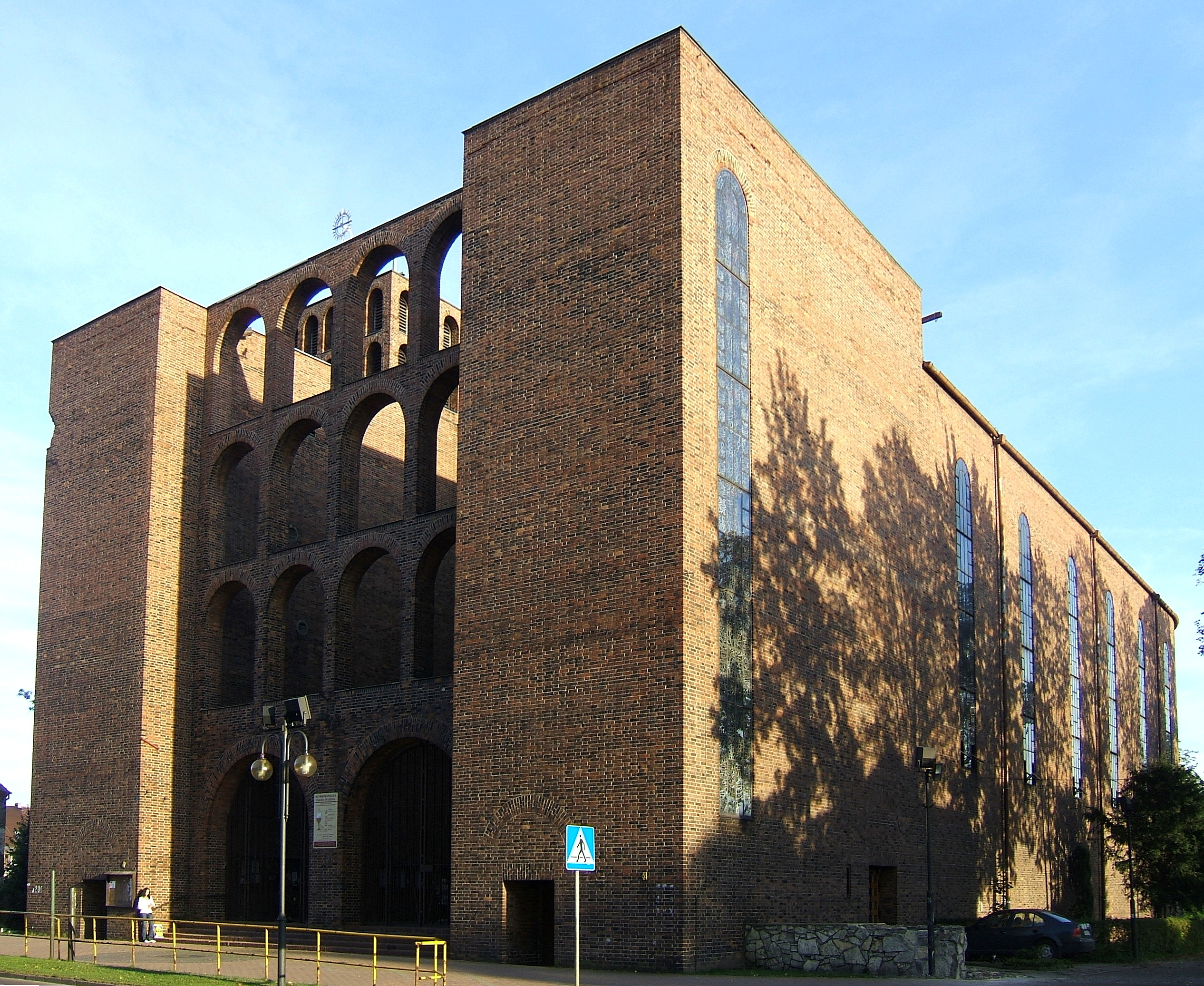
Kościół św. Józefa